# Dzieci z Llullaillaco

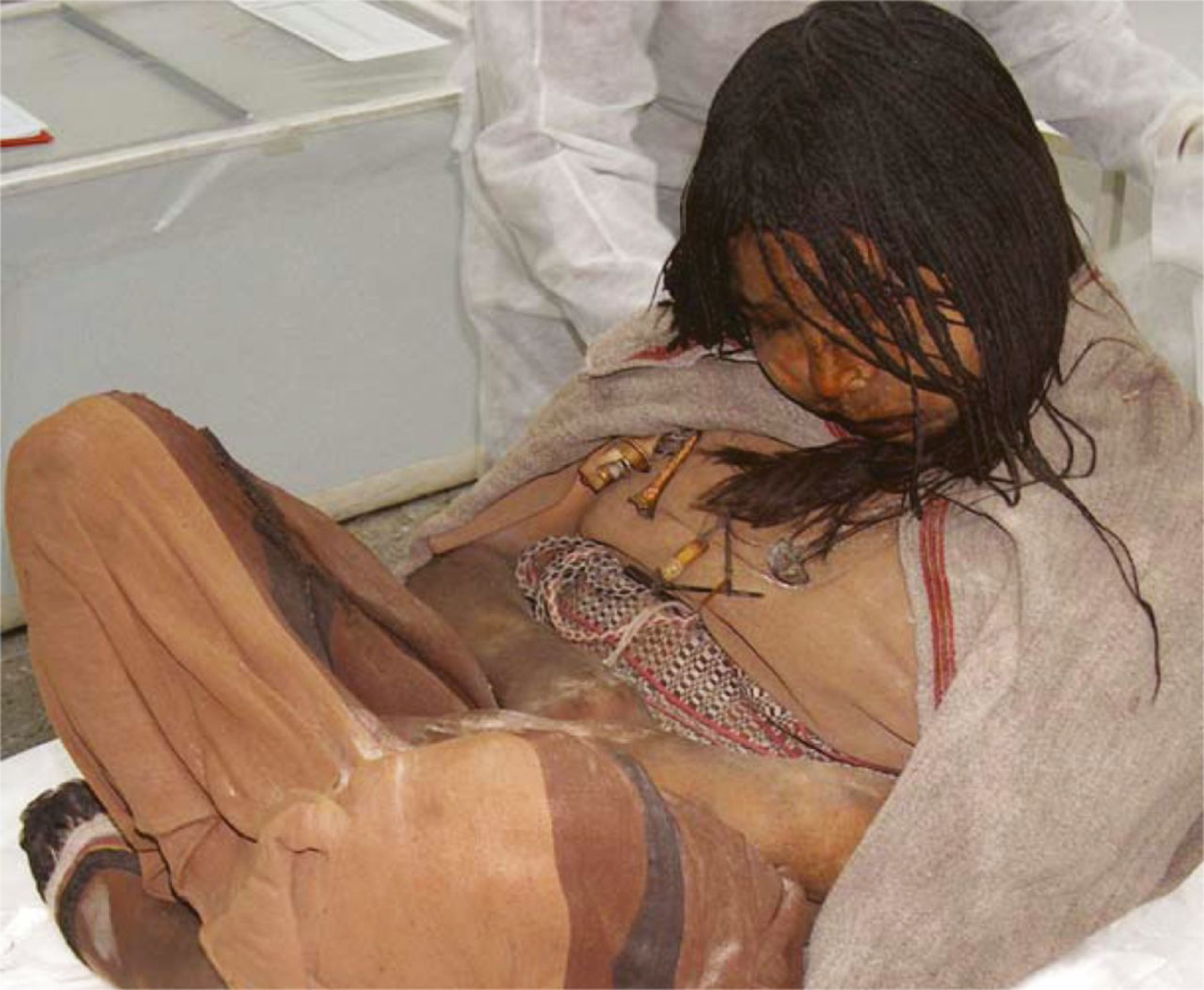
La Doncella (pol. Panienka)

Dzieci z Llullaillaco (hiszp. Niños de Llullaillaco, ang. Children of Llullaillaco), opisywane także jako  Mumie z Llullaillaco (hiszp. Momias de Llullaillaco), Dzieci Wulkanu (hiszp. Niños del volcán) lub Dzieci Mrozu (ang. Children of the Cold) – mumie dzieci odkryte przez zespół archeologów prowadzony przez Johana Reinharda w dniu 16 marca 1999 roku na wulkanie Llullaillaco na pograniczu argentyńsko-chilijskim.
Wiek mumii datowany jest na 500 lat i są one najlepiej zachowanymi inkaskimi zwłokami, na które natrafiono.
Przechowywane w Museo de Arqueología de Alta Montaña (pol. Muzeum Archeologii Wysokogórskiej) w argentyńskim mieście Salta.  

## Odkrycie

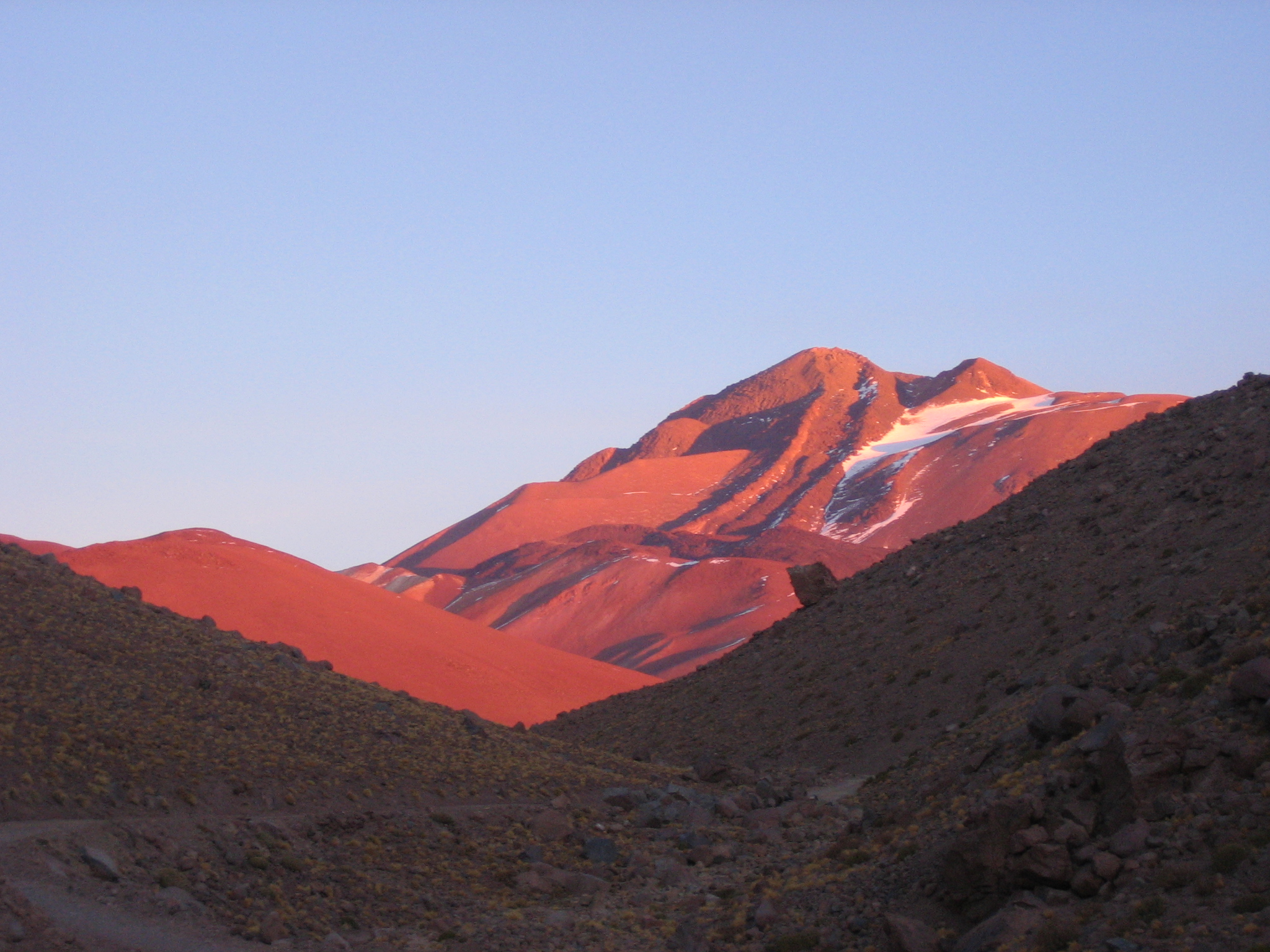
Wulkan Llullaillaco

Wyprawa naukowa prowadzona była przez naukowców pochodzących z Argentyny i Peru, którą kierował amerykański archeolog Johan Reinhard we współpracy z Argentynką Constanzą Ceruti, archeologiem i antropologiem.
Mumie zostały odnalezione w dniu 16 marca 1999 roku na wysokości 6700 m n.p.m. w trakcie trzeciego dnia prowadzonych prac archeologicznych, w miejscu, gdzie Inkowie składali ofiary.
Z trzech mumii dziecięcych (dwóch żeńskich i jednej męskiej) dwie zachowały się w dobrym stanie, natomiast trzecia została uszkodzona przez piorun, który spowodował częściowe zwęglenie zwłok. Dodatkowo odkryto figurki wykonane ze złota, srebra, muszli oraz tkaniny i ceramikę. Zarówno figurki wykonane z metali szlachetnych, jak i tkaniny znaleziono w mogiłach. Łącznie natrafiono na 146 artefaktów.

## Badania
Mumię najstarszej, około 15-letniej dziewczyny nazwano La Doncella (pol. Dziewczę, Panienka). Podczas badań stwierdzono, że La Doncella przechodziła infekcję bakteryjną w obszarze płuc. Mumia ubrana była w tunikę i płaszcz. Jej półdługie włosy spleciono w dziesiątki cienkich warkoczyków, a stroju głowy dopełniał pióropusz z białych piór.
W organizmie dziewczyny oraz u pozostałych dzieci zostały wykryte substancje odurzające uzyskane z liści koki i piwa kukurydzianego (tzw. chicha), podawane w celu zmniejszenia dolegliwości związanych z chorobą wysokościową. Badania DNA wskazują, że dziewczynki były siostrami przyrodnimi, a chłopiec nie był z nimi spokrewniony.
Wiek młodszej dziewczynki został oszacowany na około 6 lat. Twarz i ramię La niña del rayo (pol. Dziecię Pioruna) zostały częściowo zwęglone wskutek uderzenia pioruna.
Ciało około 7-letniego chłopca, znalezione w pozycji z kolanami przyciągniętymi do piersi, było ciasno skrępowane sznurem, o czym świadczą przemieszczone żebra i miednica. Mumia miała na sobie zbyt obszerną tunikę w kolorze czerwonym, a stroju dopełniały mokasyny i srebrna biżuteria.

### Pochodzenie i ofiara

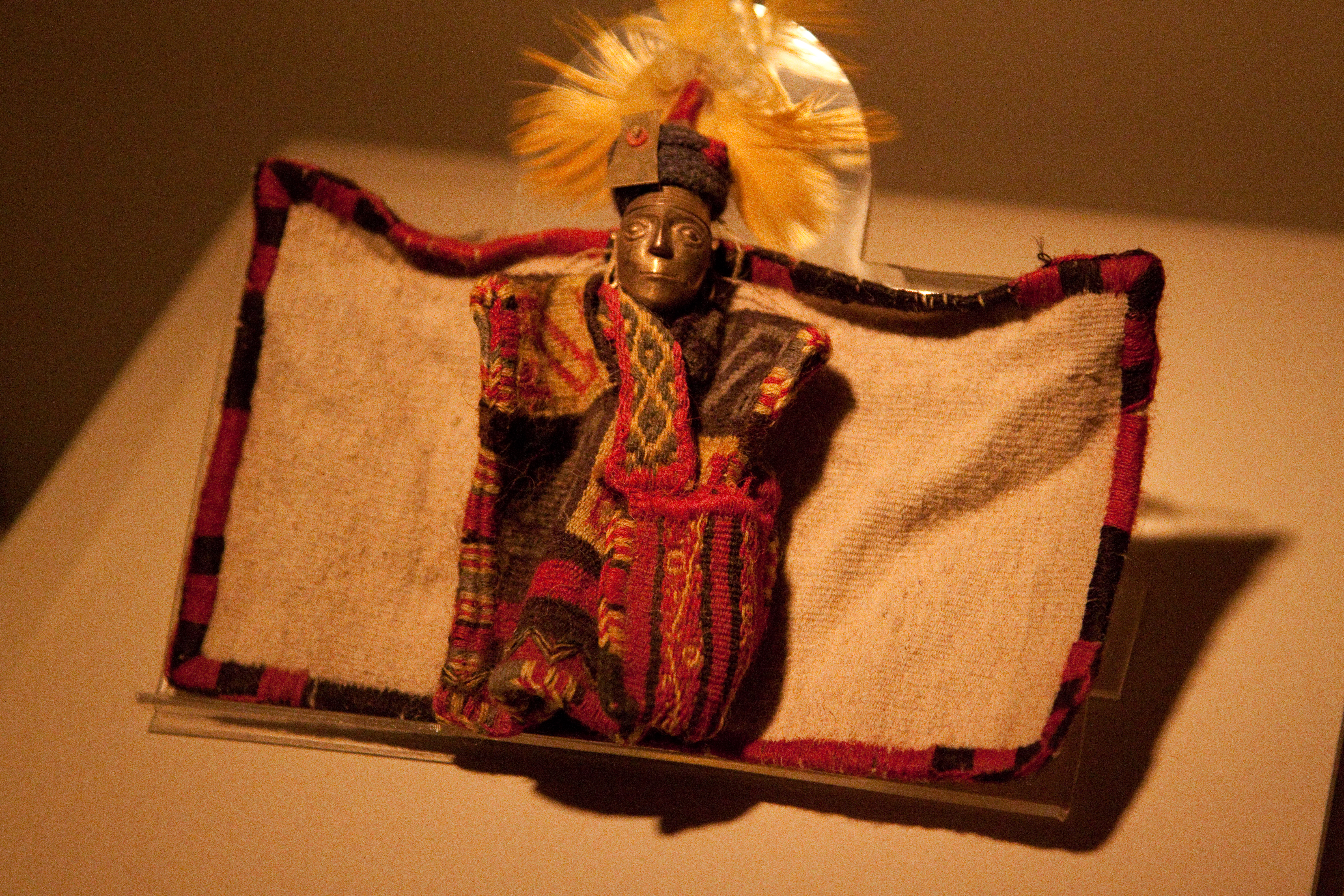
Figurka z Llullaillaco

Dzieci pochodziły z rodziny chłopskiej. Zostały odebrane rodzicom przez inkaską arystokrację, zapewne w celu przygotowania do złożenia w ofierze, w zamian za cenniejsze z punktu widzenia społeczności dzieci członków elity. Odkryte wraz z dziećmi biżuteria, ceramika i ubrania miały zapewne podnieść ich status społeczny.
Rytuał złożenia dzieci w ofierze rozpoczął się w stolicy państwa Inków, w mieście Cuzco (Peru), gdyż stamtąd pochodzi znaleziona przy mumiach ceramika. Dzieci na rok przed złożeniem w ofierze były niemal tuczone. Odżywiały się mięsem i kukurydzą, czyli pokarmem zarezerwowanym dla wyższych warstw społecznych.
Uważa się, że La Doncella była dziewicą (w kulturze Inków tzw. aclla), która w dzieciństwie została wybrana i uświęcona. Mogła w przyszłości pełnić rolę żony króla bądź funkcję kapłanki lub zostać złożona w ofierze.
W kulturze Inków ofiary były składane bogom w celu zapewnienia społeczności bogatych zbiorów, zdrowia, jak i pomyślnej pogody. Ofiarę z żywych dzieci złożono na wulkanie Llullaillaco.

### Śmierć
Główną przyczyną śmierci dzieci było wychłodzenie ich organizmów (hipotermia). Prawdopodobnie dzieci umierały w stanie odurzenia, po zażyciu liści koki i piwa kukurydzianego. Istnieje możliwość, iż chłopiec w stanie agonalnym nie znajdował się już pod wpływem środków odurzających, ponieważ na jego ubraniu zostały znalezione ślady wymiocin i biegunki.